# Buche

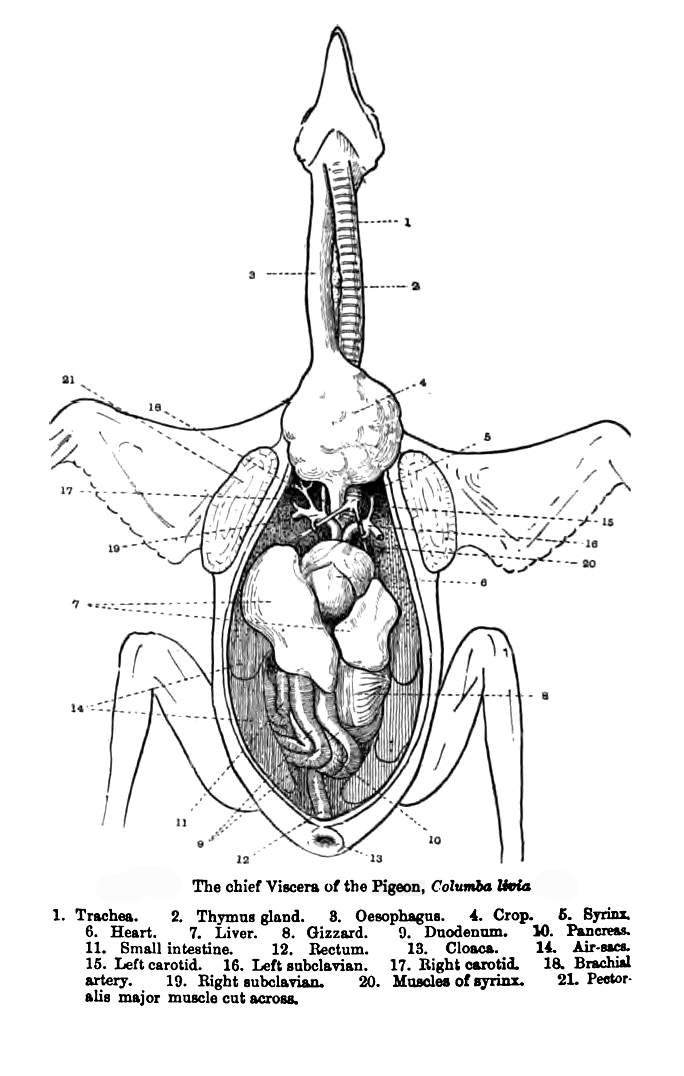
Vísceras de una paloma. El buche es la abultada bolsa señalada por el número 4, donde termina el cuello.

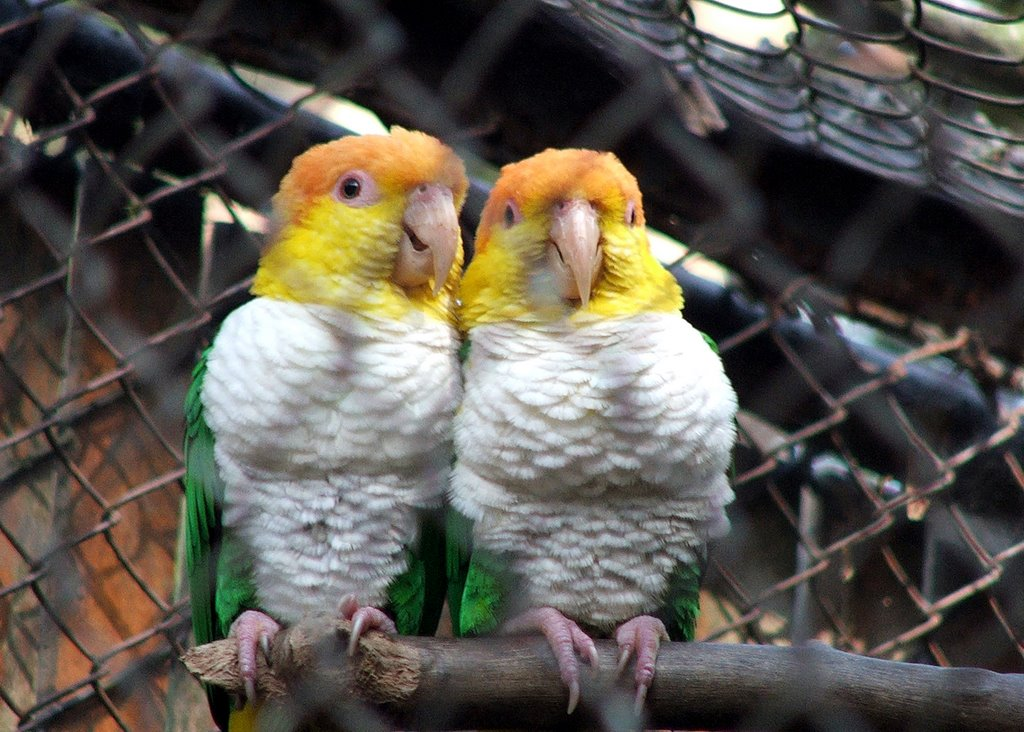
Dos caiques de cabeza naranja con el buche bien lleno.

El buche es una bolsa membranosa que forma parte del sistema digestivo en algunos animales, comunicando con el esófago y teniendo como función el acumular alimento para digerirlo con posterioridad.
En las aves, el buche almacena, humedece y ablanda los alimentos, que luego suelen pasar a la molleja para comenzar su procesamiento digestivo. El buche tiene mayor desarrollo en las aves granívoras que en las carroñeras. Algunas aves utilizan el buche para almacenar y transportar alimentos a sus crías.
En los insectos, sobre todo en los que tienen alimentación discontinua, el buche, ubicado en el extremo posterior del esófago, tiene la misma función de almacenar los alimentos. Esto permite que la velocidad de ingestión sea distinta de la de digestión, ya que muchos necesitan comer muy rápido para aprovechar mejor la oportunidad de hacerlo. Cuanto mayor sea la dificultad para conseguir alimento mayor suele ser el tamaño del buche.
El buche no tiene propiedades químicas, es decir que no secreta enzimas. Aun así permite que la saliva humedezca el alimento.
En las sanguijuelas el buche permite que éstas almacenen la sangre ingerida en cantidad de hasta cinco veces el tamaño de su cuerpo.